# Riese von Atacama

Umrisszeichnung

Der Riese von Atacama (span. Gigante de Atacama oder auch Gigante de Tarapacá) ist eine große, anthropomorphe Geoglyphe in der Atacamawüste in Nordchile.

## Beschreibung und Funktion

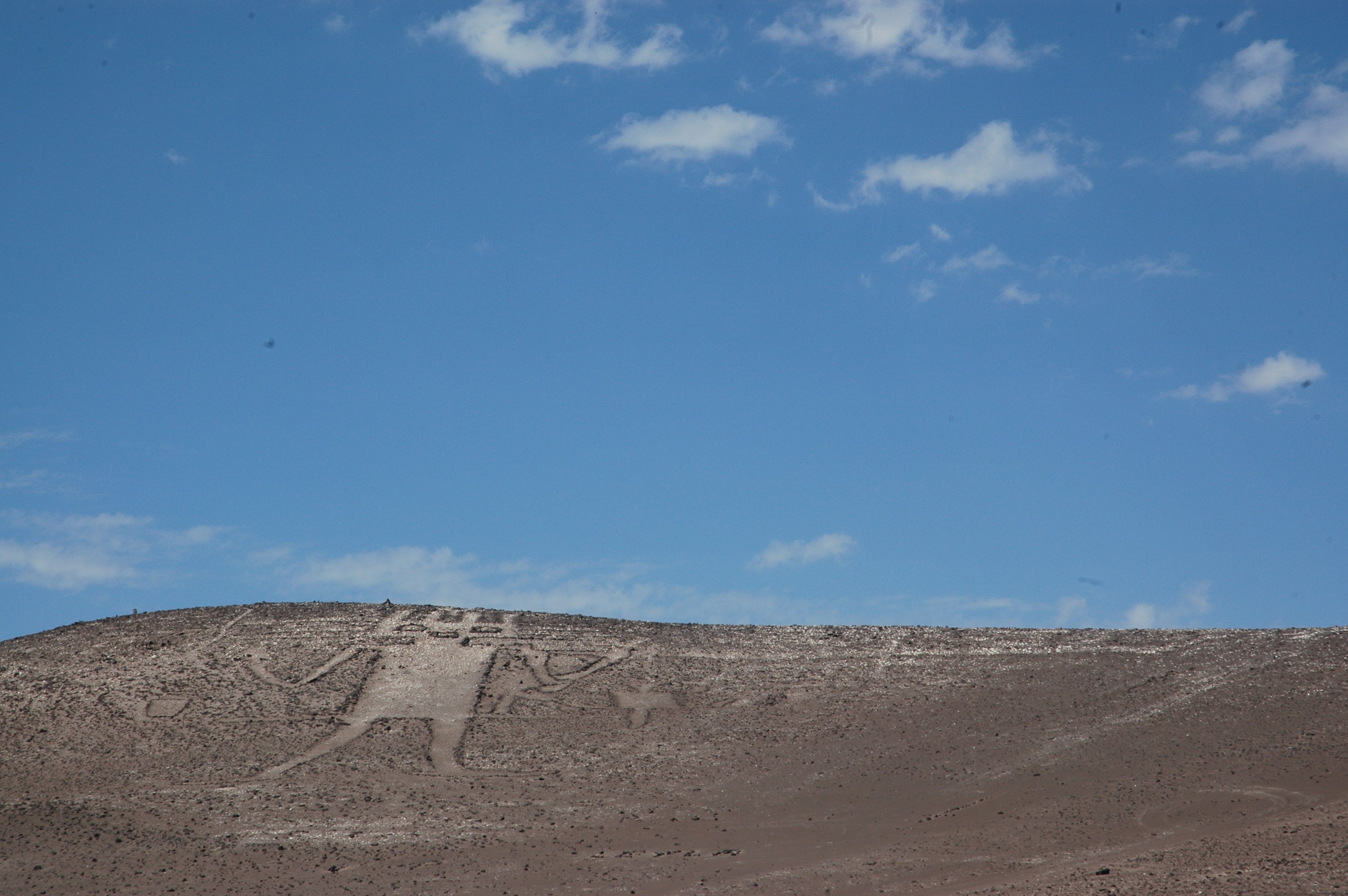
Der Riese von Atacama

Insgesamt gibt es über fünftausend Geoglyphen in der Atacamawüste, die in die Zeit von etwa 800 bis 1500 datieren und von mehreren aufeinanderfolgenden Kulturen geschaffen wurden, darunter vor allem den Angehörigen der Tiahuanaco-Kultur und den Inka. Wie die Nazca-Linien, mit denen sie offenbar nicht direkt verbunden sind, dienten sie vor allem rituellen Zwecken, doch hatten sie zusätzlich offenbar die Funktion, Reisende durch die Wüste zu geleiten.
Mit einer Höhe von 115 m ist der am Hügel Cerro Unitas gelegene Riese von Atacama die größte bekannte prähistorische anthropomorphe Abbildung. Sehr wahrscheinlich handelt es sich um die Darstellung einer präkolumbischen Gottheit.